# Мичкизская земля

Селения (кабаки) и землицы части Северо-Восточного Кавказа

Мичкизская земля, (чечен. Мичиг) позже Ичкерия (чечен. Нахч-Мохк) — старорусский экзотопоним XVI—XVII веков, использовался в документах Русского царства. Мичкизская земля, в которой насчитывалось 36 поселений. Очевидно, это не только территория по реке Мичик, но более обширная, известная позднее под названием Ичкерия. После Окоцкой земли Мичкизская была самой значимой в русско-чеченских связях. В источниках также описывается дорога называемая Мичкизской.

## История
Мичкизская земля охватывала значительную территорию юго-восточную часть Чечни. Располагаясь в центре активной политической и экономической жизни Северного Кавказа, Мичкизская земля играла важную роль в регионе. Она граничила с устьем Сунжи на севере и владениями кумыкских мурз на востоке. Вблизи мичкизских селений на берегах Терека находились станицы гребенских казаков. Через землю мичкизов проходил важный участок Османовой дороги, связывающей Крым, Дагестан и Иран. Эта магистраль имела международное значение и использовалась различными государствами и народами для дипломатических и торговых связей. Османова дорога начиналась в Кабарде и проходила вдоль хребта, затем пересекала реку Сунжу в районе Сунженских городков. Далее дорога через Качкалыковский хребет, земли мичкизов и ауховцев шла к Таркам. Название дороги связано с событиями 1583 года, когда турецкий Осман-паша с войском, возвращавшийся из Дербента в Крым, «был побит на Терке» отрядом Ших-мурзы Окоцкого (500 чеченцев и 500 казаков).
На землях мичкизов с 1567 года в устье реки Сунжа началось возведение русских военных укреплений, гарнизоны которых взяли под свой контроль «Османов перевоз» — переправу через Сунжу, по которой проходило большинство русских посольств, направлявшихся на Кавказ и обратно.Также дорога из Мичкизской земли вела в горную Чечню и Грузию.
В XVII веке мичкизы стали часто селиться в Терском городе, где находили приют у терских окочан. Как и другие народы Северного Кавказа, переселявшиеся в русскую крепость, они считались «нежалованными». Это означало, что они не были на государственной службе и не получали жалованья.
Мичкизские люди неоднократно нарушали данное терской администрации слово о присяге, следствием чего на них совершались разгромные походы царской рати, приводившие их вновь к покорности.
В 1645 году русскому царю Алексею Михайловичу шертовали многие северокавказские владельцы и общества, из чеченских упомянуты мичкизы, окочане и шибуты. Однако мичкизы через год попали в опалу и на них готовился поход. Согласно документам тех времён в 1647 году терскими воеводами велись длительные переговоры с мичкизскими людьми о приведении их вновь к шерти. Закончились переговоры тем что в Терский город приехали «четырех выборных лучших людей от всей Мичкизской земли» — Муралея «с товарища», они подтвердили на Коране шерть, данную мичкизскими людьми, и обещали платить в Терский город ясак. Однако от мичкизских людей аманаты не были взяты, из-за того что два мичкизянина, жители Терского города, посланные воеводами в Мичкизы, сообщали, что «начальных людей» над ними в Мичкизской земле нет, «владеет всяк сам собою, всего для их владения 36 кабаков, а из тех кабаков сядет их на конь 3 тысячи человек боевых людей».
В 1646 году мичкизов, наряду с другими жителями Терского города, царское правительство планировало использовать в походе против Крымского ханства.